# Allium costatovaginatum
Allium costatovaginatum är en amaryllisväxtart som beskrevs av Rudolf V. Kamelin och Igor Germanovich Levichev. Allium costatovaginatum ingår i släktet lökar, och familjen amaryllisväxter. Inga underarter finns listade i Catalogue of Life.